# رومان سميرنوف (منافس ألعاب قوى)
رومان سميرنوف (بالروسية: Смирнов, Роман Петрович)‏ هو منافس ألعاب قوى روسي، ولد في 2 سبتمبر 1984 في سانت بطرسبرغ في روسيا.

## وصلات خارجية
- رومان سميرنوف على موقع الاتحاد الدولي لألعاب القوى (الإنجليزية)
- رومان سميرنوف على موقع أوليمبيديا (الإنجليزية)